# Hà Tiên (huyện)
Hà Tiên là tên một huyện cũ thuộc tỉnh Kiên Giang (trước đó là tỉnh Hà Tiên), tồn tại trước năm 1998. Huyện lỵ huyện Hà Tiên khi đó là thị trấn Hà Tiên.

## Địa lý
Huyện Hà Tiên nằm ở phía tây bắc tỉnh Kiên Giang, có vị trí địa lý:
- Phía đông giáp tỉnh An Giang và huyện Hòn Đất
- Phía tây và phía nam giáp vịnh Thái Lan
- Phía bắc giáp Campuchia.

## Lịch sử

### Giai đoạn 1956-1976

#### Việt Nam Cộng hòa
Ngày 22 tháng 10 năm 1956, Tổng thống Việt Nam Cộng hòa Ngô Đình Diệm ký Sắc lệnh 143/VN để " thay đổi địa giới và tên Đô thành Sài Gòn – Chợ Lớn cùng các tỉnh và tỉnh lỵ tại Việt Nam". Theo Sắc lệnh này, địa phận Nam Phần của Việt Nam Cộng Hoà gồm Đô thành Sài Gòn và 22 tỉnh. Lúc này, tỉnh Hà Tiên bị bãi bỏ và 4 quận là Châu Thành, Hòn Chông, Giang Thành, Phú Quốc được sáp nhập vào tỉnh Rạch Giá để thành lập tỉnh Kiên Giang.
Khi đó, địa bàn tỉnh Hà Tiên cũ được chuyển thành quận Hà Tiên và quận Phú Quốc cùng thuộc tỉnh Kiên Giang. Trong đó, địa bàn quận Hà Tiên bao gồm các quận Châu Thành, Giang Thành và Hòn Chông trước năm 1956.
Ngày 31 tháng 5 năm 1961, chính quyền Việt Nam Cộng hòa cho thành lập quận Kiên Lương thuộc tỉnh Kiên Giang. Quận Kiên Lương gồm 5 xã tách từ quận Kiên Thành và quận Hà Tiên là: An Bình, Bình Trị, Thổ Sơn, An Hoà, Dương Hoà. Quận lỵ đặt tại xã An Bình. Ngày 4 tháng 9 năm 1961, quận Kiên Lương thành lập mới xã Đức Phương.
Sau khi thành lập quận Kiên Lương, quận Hà Tiên còn 3 xã: Mỹ Đức, Phú Mỹ và Thuận Yên, 15 ấp. Quận lỵ đặt tại xã Mỹ Đức.

#### Chính quyền Cách mạng
Lúc bấy giờ, chính quyền Mặt trận dân tộc giải phóng miền Nam Việt Nam (sau này là Chính phủ Cách mạng lâm thời Cộng hòa Miền Nam Việt Nam) và Việt Nam Dân chủ Cộng hòa cũng quyết định hợp nhất tỉnh Hà Tiên và tỉnh Rạch Giá trước đó lại thành một tỉnh có tên là tỉnh Rạch Giá.
Năm 1957, chính quyền Cách mạng quyết định giải thể tỉnh Hà Tiên, chuyển thành huyện Hà Tiên và huyện Phú Quốc cùng trực thuộc tỉnh Rạch Giá.
Năm 1965, chính quyền Cách mạng giao huyện Hà Tiên và huyện Phú Quốc cho tỉnh An Giang quản lý. Đến năm 1967 lại trả hai huyện Hà Tiên và Phú Quốc về cho tỉnh Rạch Giá như trước. Tuy nhiên, năm 1971 khi Trung ương Cục miền Nam quyết định thành lập tỉnh Châu Hà, tách ra từ tỉnh An Giang và tỉnh Rạch Giá, trên phần đất tỉnh Châu Đốc và tỉnh Hà Tiên trước năm 1956 thì huyện Hà Tiên, huyện Phú Quốc cùng với huyện Châu Thành A của tỉnh Rạch Giá lại được giao về cho tỉnh Châu Hà quản lý. Đến năm 1974 ba huyện này lại cùng thuộc tỉnh Long Châu Hà.
Sau ngày 30 tháng 4 năm 1975, chính quyền quân quản Cộng hòa miền Nam Việt Nam ban đầu vẫn đặt huyện Hà Tiên thuộc tỉnh Long Châu Hà như cũ cho đến đầu năm 1976. Lúc này, chính quyền Cách mạng cũng bỏ danh xưng "quận" có từ thời Pháp thuộc và lấy danh xưng "huyện" (quận và phường dành cho các đơn vị hành chánh tương đương khi đã đô thị hóa).

### Từ năm 1976 đến nay
Tháng 2 năm 1976, Hà Tiên là huyện của tỉnh Kiên Giang, bao gồm thị trấn Hà Tiên và 9 xã: Bình An, Bình Sơn, Dương Hòa, Hòa Điền, Mỹ Đức, Phú Mỹ, Tân Khánh Hòa, Thuận Yên, Vĩnh Điều.
Ngày 3 tháng 6 năm 1978, chuyển xã Bình Sơn về huyện Hòn Đất mới thành lập.
Ngày 27 tháng 9 năm 1983, chuyển thị tứ Kiên Lương thành thị trấn Kiên Lương.
Ngày 24 tháng 5 năm 1988, chuyển xã Tiên Hải thuộc huyện đảo Kiên Hải về huyện Hà Tiên quản lý.
Cuối năm 1997, huyện Hà Tiên bao gồm 2 thị trấn: Hà Tiên, Kiên Lương và 9 xã: Bình An, Dương Hòa, Hòa Điền, Mỹ Đức, Phú Mỹ, Tân Khánh Hòa, Thuận Yên, Tiên Hải, Vĩnh Điều.
Ngày 8 tháng 7 năm 1998, Chính phủ ban hành Nghị định 47/1998/NĐ-CP. Theo đó, thành lập thị xã Hà Tiên trên cơ sở toàn bộ diện tích và dân số của thị trấn Hà Tiên và 3 xã: Thuận Yên (trừ 2.732 ha diện tích tự nhiên và 3.302 người giao về xã Phú Mỹ quản lý), Mỹ Đức và Tiên Hải.
Sau khi thành lập, thị xã Hà Tiên có 8.573,39 ha diện tích tự nhiên và 34.541 người với 7 đơn vị hành chính trực thuộc, bao gồm 4 phường và 3 xã. Huyện Hà Tiên còn lại 89.548,5 ha diện tích tự nhiên và 62.162 người với 7 đơn vị hành chính trực thuộc, bao gồm 6 xã và 1 thị trấn.
Ngày 21 tháng 4 năm 1999, Chính phủ ban hành Nghị định số 28/1999/NĐ-CP. Theo đó, đổi tên huyện Hà Tiên thành huyện Kiên Lương.
Từ đó, huyện Hà Tiên không còn tồn tại.